# 1769
| 1769               |
| ------------------ |
| Dødsfald - Fødsler |
| • Begivenheder     |

| Gregoriansk kalender | 1769 MDCCLXIX           |
| Ab urbe condita      | 2522                    |
| Armensk kalender     | 1218 ԹՎ ՌՄԺԸ            |
| Kinesiske kalender   | 4465 – 4466 戊子 – 己丑 |
| Etiopisk kalender    | 1761 – 1762             |
| Jødisk kalender      | 5529 – 5530             |
| Hindukalendere       |                         |
| - Vikram Samvat      | 1824 – 1825             |
| - Shaka Samvat       | 1691 – 1692             |
| - Kali Yuga          | 4870 – 4871             |
| Iransk kalender      | 1147 – 1148             |
| Islamisk kalender    | 1183 – 1184             |

Konge i Danmark: Christian 7. 1766 – 1808
Se også 1769 (tal)

## Begivenheder
- 15. august – første folketælling i Danmark. Der er ca 800.000 indbyggere i hele landet.
- 6. oktober – Den britiske opdagelsesrejsende James Cook ankommer med sit skib Endeavour til New Zealand.
- James Watt og hans kompagnon Matthew Boulton udtog i fællesskab patent på "en ny metode til at formindske forbruget af damp og brændsel i ildmaskiner" da de hvad opfundet en ny dampmaskine.

## Født
- 10. januar - Michel Ney, fransk feltmarskal fra 1804 (død 1815)
- 15. august – Napoléon Bonaparte fødes på Korsika. (død 1821)
- 25. oktober - Wladyslaw Jablonowski, polsk general. (død 1802)

## Dødsfald
- 1. juni – Edward Holyoke, tidligere præsident for Harvard University, dør efter over 30 års ledelse af institutionen og betydelig indflydelse på amerikansk højere uddannelse i kolonitiden.